# Кастом

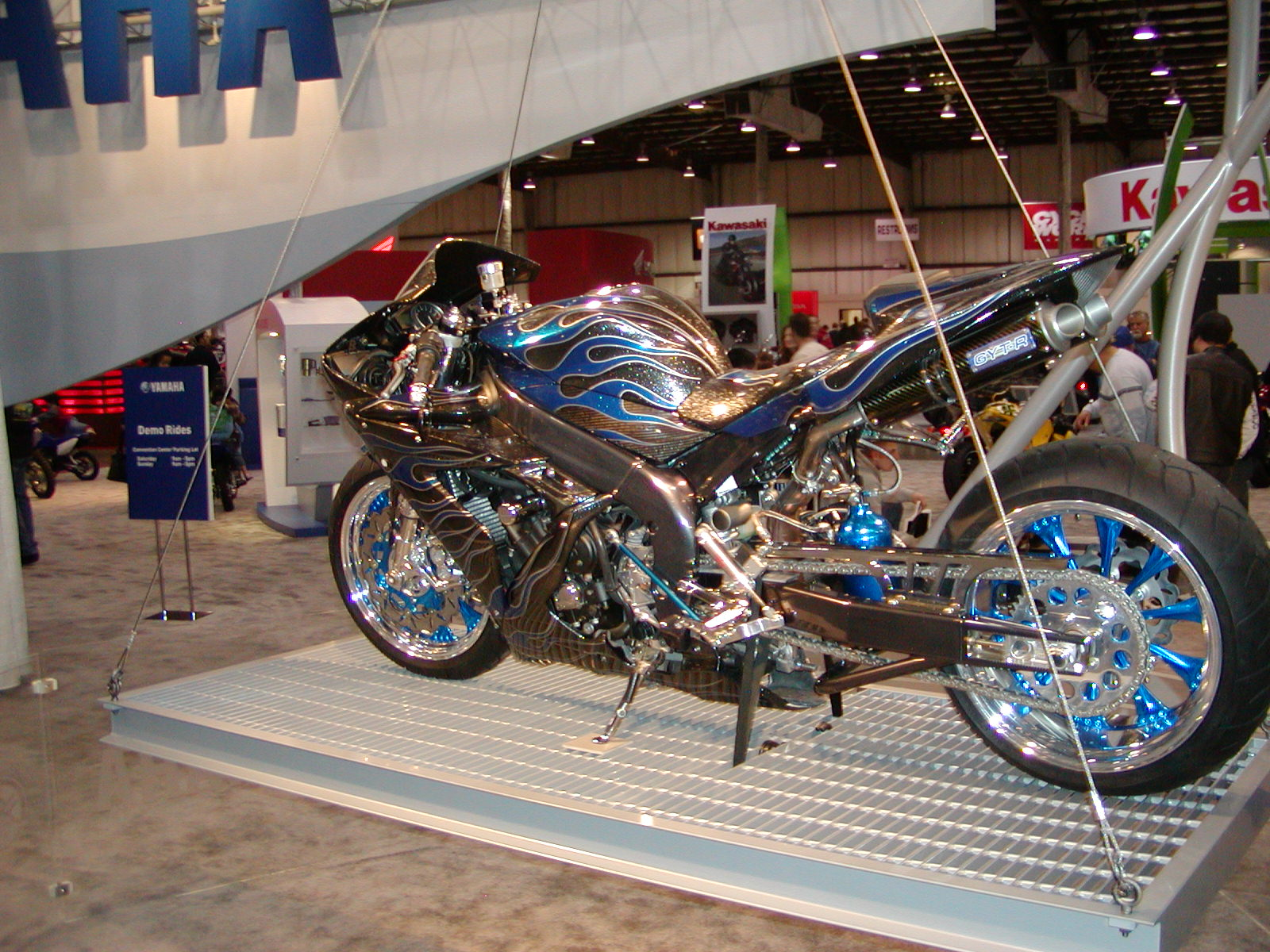
Кастомний мотоцикл Yamaha, оснащений балоном з оксидом азоту.

Кастом (англ. custom — виготовлений на замовлення) — це мотоцикл зі стилістичними та/або структурними змінами до «стандартної» машини масового виробництва, яку пропонують основні виробники або спеціалізовані ательє (можлива також переробка мотоцикла власником). Мотоцикли на замовлення можуть бути унікальними або виготовленими в обмеженій кількості. У той час як окремі мотоциклісти змінювали зовнішній вигляд своїх машин з перших днів мотоспорту, перші індивідуальні мотоцикли з позначкою «Custom» з’явилися наприкінці 1950-х років, приблизно в той самий час, коли цей термін було застосовано до автомобілів на замовлення.
Кастоми, вироблені спеціалізованими майстернями, дуже дорогі. Деякі мотолюбителі вважають, що справжніми кастоми є мотоцикли, зроблені руками власника.

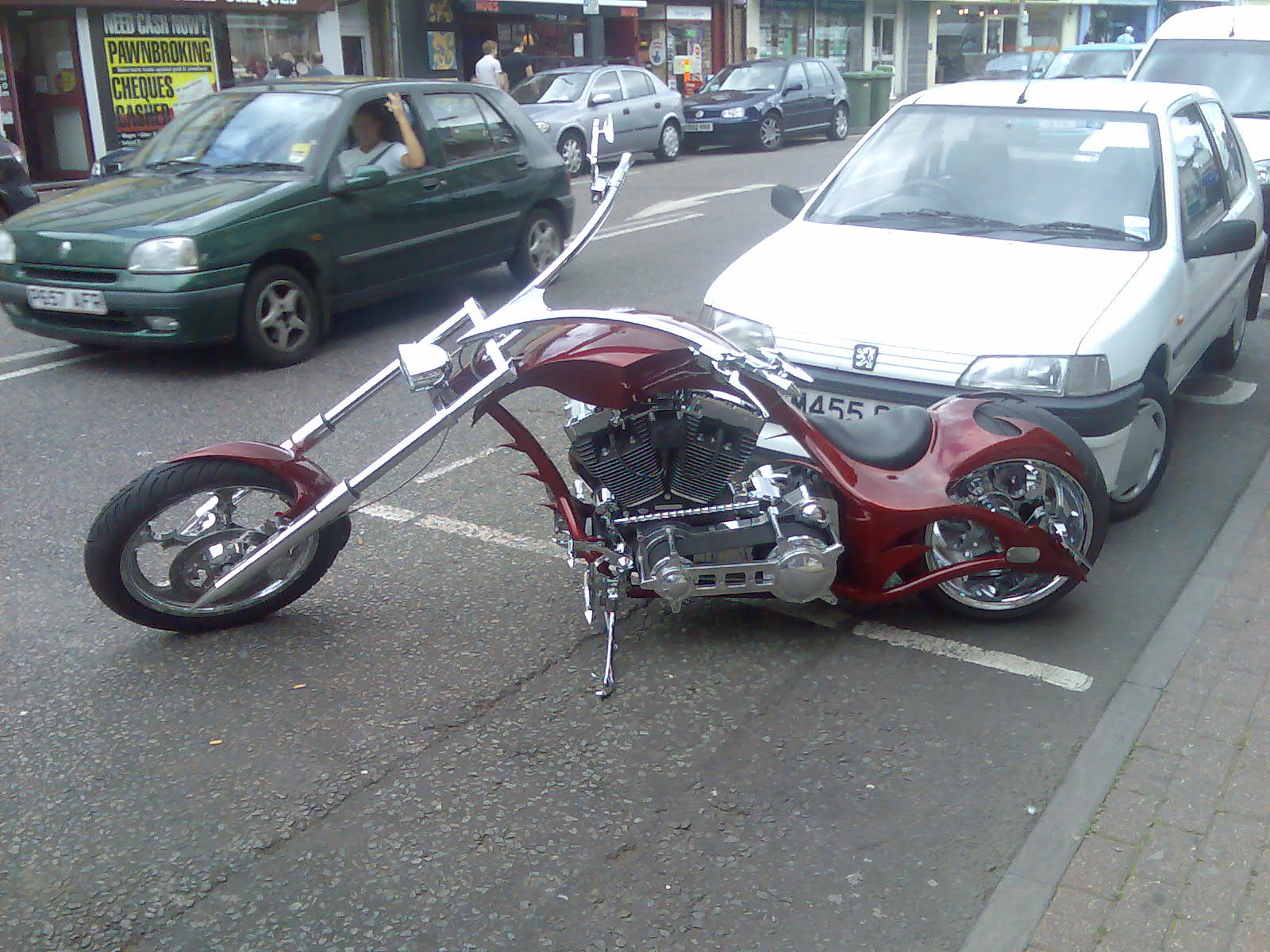
Кастом у Великій Британії

Деякі мотовиробники (наприклад, Honda, Harley-Davidson) виробляють обмежені версії та включають слово «Custom» в назву моделі.